# Жежево-Можиці
Жежево-Можиці (пол. Rzeżewo-Morzyce) — село в Польщі, у гміні Любень-Куявський Влоцлавського повіту Куявсько-Поморського воєводства.
Населення — 167 осіб (2011).
У 1975-1998 роках село належало до Влоцлавського воєводства.

## Демографія
Демографічна структура станом на 31 березня 2011 року:
|          | Загалом | Допрацездатний вік | Працездатний вік | Постпрацездатний вік |
| -------- | ------- | ------------------ | ---------------- | -------------------- |
| Чоловіки | 84      | 14                 | 63               | 7                    |
| Жінки    | 83      | 18                 | 43               | 22                   |
| Разом    | 167     | 32                 | 106              | 29                   |